# Barry Jenkins
Barry Jenkins (19. studenog 1979.) je američki filmski redatelj i scenarist najpoznatiji po filmovima Medicine for Melancholy (iz 2008. godine) i Moonlight (iz 2016. godine). Potonji film pobrao je hvalospjeve filmske kritike i osvojio na desetke priznanja uključujući i prestižnu nagradu Oscar u kategorijama najboljeg filma i adaptiranog scenarija (kategorija u kojoj je sam Jenkins kući odnio svoju prvu zlatnu statuicu koju je podijelio s ko-scenaristom Tarellom Alvinom McCraneyjem).

## Rani život
Jenkins je rođen u Liberty Cityju (Miami, država Florida) kao najmlađe od četvero djece. Njegov je otac umro kad je imao 12 godina, a još se ranije odvojio od majke koja nije vjerovala da je Jenkins njegov biološki sin. Tijekom djetinjstva Jenkinsa je odgojila druga žena u prenapučenom stanu. Pohađao je srednju školu Northwestern u Miamiju gdje je igrao u lokalnoj ekipi američkog nogometa. Kasnije je studirao i diplomirao na floridskom državnom sveučilištu u Tallahasseeju.

## Karijera
Jenkinsov prvi dugometražni film bio je Medicine for Melancholy, niskobudžetni nezavisni uradak koji se u kino distribuciji nalazio 2008. godine, a u kojem su glavne uloge ostvarili Wyatt Cenac i Tracey Heggins. Kritika je uradak dobro prihvatila. Nakon uspjeha s prvijencem, Jenkins je za kompaniju Focus Features napisao ep o "Stevieju Wonderu i putovanju kroz vrijeme" te adaptaciju romana Jamesa Baldwina naziva If Beale Street Could Talk, ali niti jedan projekt nije završio u fazi produkcije. Kasnije je radio kao stolar te bio jedan od osnivača marketinške agencije naziva "Strike Anywhere". Godine 2011. napisao je i režirao kratki znanstveno-fantastični film Remigratioin. Jenkins je bio jedan od scenarista HBO-ove serije The Leftovers, ali o radu na toj seriji kratko je komentirao: "Nisam se baš ubijao od posla".
Jenkins je 2016. godine režirao i skupa s Tarellom Alvinom McCraneyjem napisao dramu Moonlight, svoj prvi dugometražni film nakon osam godina. Snimljen je u Miamiju, a svjetsku je premijeru imao na filmskom festivalu u Tellurideu u rujnu iste godine te pobrao hvalospjeve filmske kritike. A. O. Scott je za New York Times napisao: "Moonlight počiva na dostojanstvu, ljepoti i nevjerojatnoj ranjivosti Afroamerikanaca te na egzistencijalnoj i fizičkoj važnosti crnih života". Časopis Variety je istaknuo: "Jenkinskov važan portret mladosti južne Floride prikazuje jednog lika u tri različita razdoblja njegovog života te nudi bogati uvid u moderan život Afroamerikanaca". David Sims je za The Atlantic napisao: "Poput svih velikih filmova, Moonlight je istovremeno specifičan i očarujuć. To je priča o identitetu - inteligentna i vrlo zahtjevna". Film je osvojio brojna priznanja uključujući Zlatni globus za najbolji film (drama) i Oscara za najbolji film. Jenkins i McCraney su također osvojili Oscara u kategoriji najboljeg adaptiranog scenarija, a sam film imao je sveukupno osam nominacija za tu prestižnu nagradu, uključujući i onu u kategoriji najboljeg redatelja.
Godine 2017. Jenkins je režirao petu epizodu Netflixove serije Dear White People. Njegovi nadolazeći projekti uključuju seriju The Underdog Railroad snimljenu prema istoimenom romanu Colsona Whiteheada, scenarij temeljen na životu Claresse Shields i filmsku adaptaciju romana Jamesa Baldwina naziva If Beale Street Could Talk. Upravo je za potonji za koji je scenarij Jenkins napisao u Berlinu 2013. (iste godine kad je napisao i scenarij za film Moonlight) produkcija krenula u listopadu 2017. godine, a radit će ga kompanije Annapurna Pictures, Pastel i Plan B.

## Vanjske poveznice
- Barry Jenkins u internetskoj bazi filmova IMDb-u (engl.)